# Johannes Tralow
Johannes Tralow (* 2. August 1882 in Lübeck; † 27. Februar 1968 in Ost-Berlin; Pseudonym Hanns Low) war ein deutscher Romanautor, Erzähler, Dramatiker und Publizist.

## Leben und Werk
Nach einer kaufmännischen Ausbildung arbeitete Johannes Tralow mehrere Jahre als Volontär im Nahen Osten (unter anderem von 1899 bis 1904 in Ägypten). Von 1908 bis 1910 war er Chefredakteur des kurzlebigen Lübecker Stadt- und Landboten. Ab 1914 begann eine achtzehnjährige Tätigkeit am Theater. Am 17. Oktober 1932 heiratete er in Cochem die Schriftstellerin Irmgard Keun; 1937 wurde die Ehe wieder geschieden. Nach der Machtübernahme der Nationalsozialisten 1933 lebte er zurückgezogen als freier Schriftsteller.
Nach seiner Wahl zum Präsidenten des damaligen P.E.N.-Zentrums Ost und West (von 1951 bis 1960) wurden seine Werke hauptsächlich in der DDR verlegt, in die er in seinen letzten Lebensjahren übersiedelte.
Tralow hat, ausgehend von umfangreichen geschichtlichen Studien, „seinen Lesern das Tor zu fast unbekannten historischen Welten geöffnet und ihnen in erregenden Handlungen die Kultur- und Sittengeschichte ganzer Völker nahegebracht“ (B. Brandl).
Tralows bedeutendstes Erzählwerk ist die Osmanische Tetralogie mit den Romanen
- Roxelane (1942)
- Irene von Trapezunt (1947)
- Malchatun (1952)
- Der Eunuch (1956)

In diesem Zyklus stellt Tralow den Aufstieg der Osmanen vom türkischen Nomaden-Stamm zur Weltmacht sowie den beginnenden Zerfall (vom 13. bis zum 18. Jahrhundert) dar. Die farbige Schilderung blutiger Machtkämpfe lebt vor allem durch die faszinierenden Frauengestalten.
Tralows letztes Buch, an dem er über mehrere Jahrzehnte gearbeitet hat, war der biographische Roman Mohammed (1967). Damit wollte er einen Beitrag zur „Vertiefung der Freundschaft mit den arabischen Völkern und für das Verständnis ihrer Kulturgeschichte“ leisten.

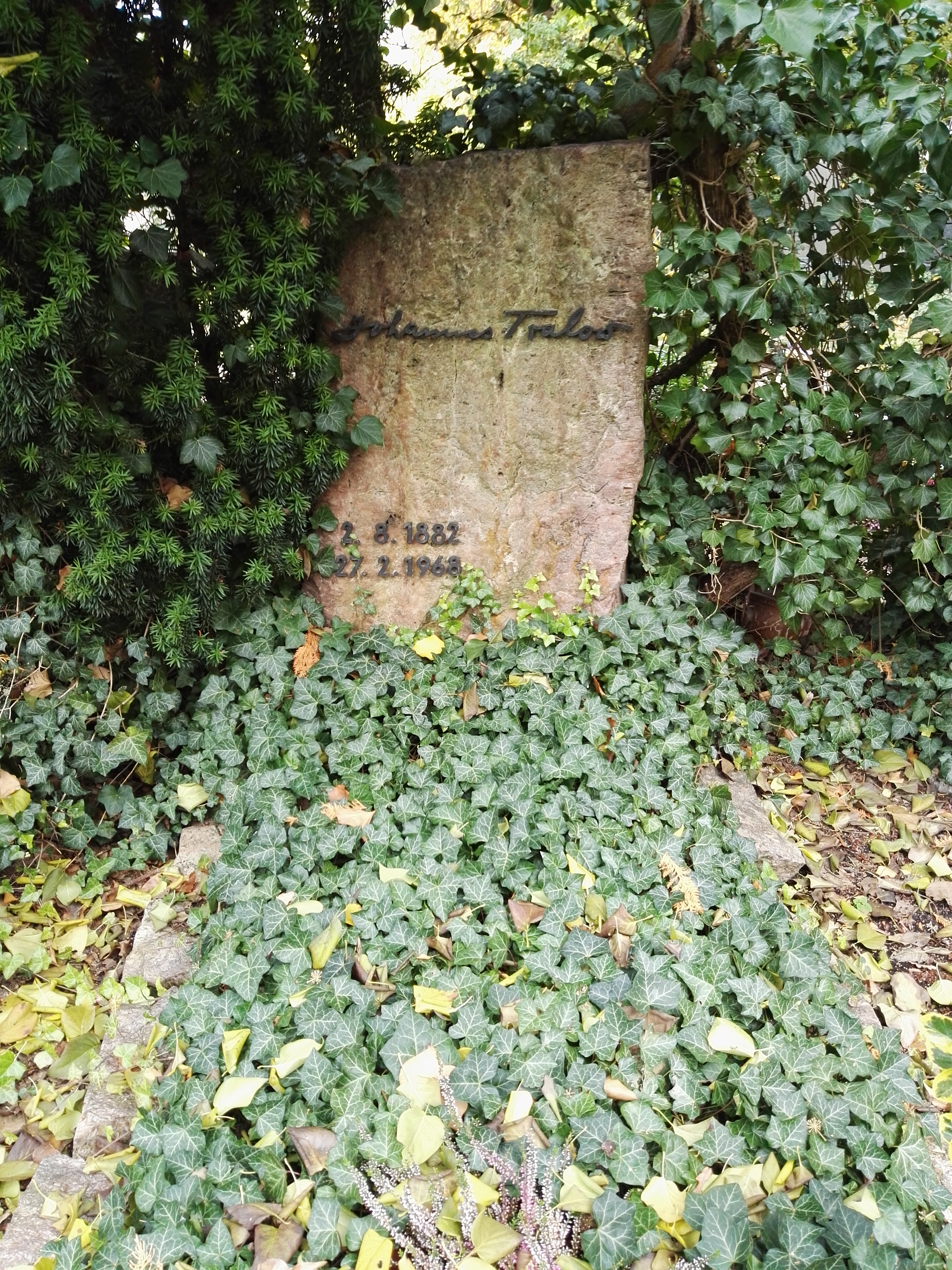
Grabstätte

Johannes Tralow ist auf dem Friedhof der Dorotheenstädtischen und Friedrichswerderschen Gemeinden in Berlin-Mitte bestattet. Der Lyriker Jens Gerlach widmete ihm in den „Dorotheenstädtischen Monologen“ ein Gedicht.

## Auszeichnungen
- Titular-Professor, verliehen durch das Ministerium für Kultur (DDR)
- Deutsche Friedensmedaille des Friedensrates der DDR (1967)

## Darstellung Tralows in der bildenden Kunst
- Conrad Felixmüller: Der Schriftsteller Johannes Tralow (Radierung, 29 × 35,5 cm, 1966)[2]

## Schriften
- Das Gastmahl zu Pavia (1905, Uraufführung 1908, Drama)
- Kain – der Heiland (1911, Roman)
- Peter Fehrs' Modelle (1912, Drama)
- Inge. Das Drama einer Liebe (1912, Drama)
- Die Mutter (1914, Drama)
- Ein Mann in seinem Alter (1914, Drama)
- Die Oresteia des Aischylos (Nachdichtung von 1920) Verlag Georg Müller, München 1926 (2. Auflage).
- Medea des Euripides (Nachdichtung) Verlag Engbert & Schlosser, Frankfurt am Main 1924.
- König Neuhoff (1929, Roman über Theodor von Neuhoff)
- Gewalt aus der Erde (1933, Roman; 1947 unter dem Titel Cromwell)
- Die verliebte Mosel (1936, Erzählungen)
- Wo bleibt Petermann? (1936, Roman)
- Trebonius erbt eine Frau (1937, Roman)
- Flibustier vor Veracruz (1937, Roman, 1943 unter dem Titel Freibeuter und Frauen, 1948 unter dem Titel Wind um Tortuga)
- Ein zweifelhafter Mensch (1938, Kriminal-Roman, 1949 unter dem Titel Wind aus Alaska)
- Schwarze Orchideen (1939, Abenteuer-Roman, 1949 unter dem Titel Die Stadt im Dschungel)
- Die vertauschten Schwestern (1939, Roman)
- Die beiden Elikotts (1941, Roman)
- Friederike und die Freunde (1946, Erzählungen)
- Rosska. Fondi (1949, Zwei Erzählungen, Auszüge aus Roxelane)
- Aufstand der Männer (1953, Roman)
- Boykott (1950, Roman auch unter dem Titel Das Mädchen von der grünen Insel)
- Worte wider Waffen. Schriftsteller mahnen zum Frieden (1951)
- Der Beginn (1958, Autobiografie)
- Kepler und der Kaiser (1961, Roman)